# Pellanda

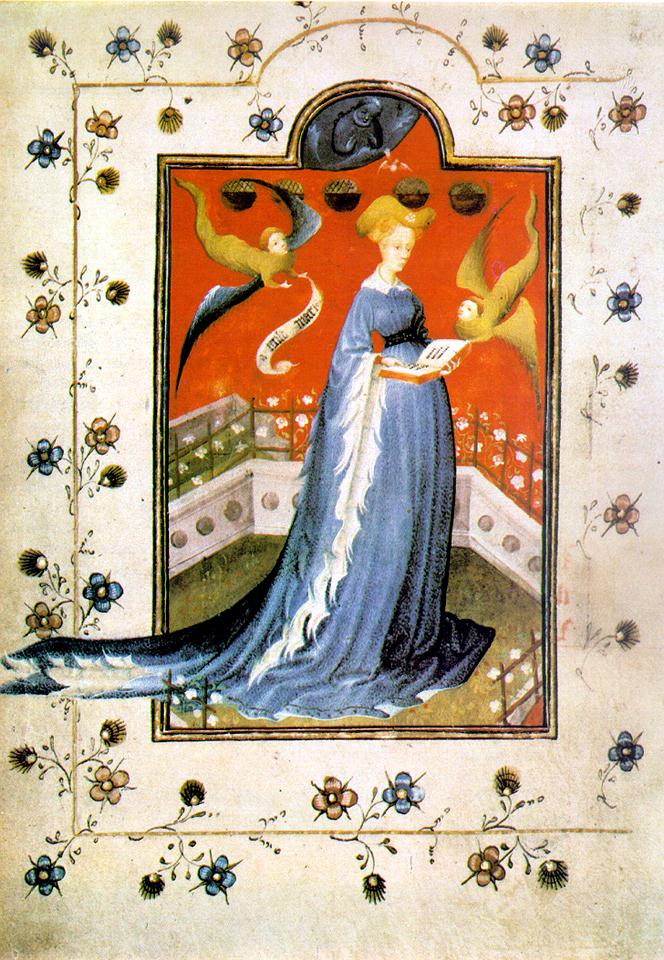
Donna con pellanda e maniche tagliate.

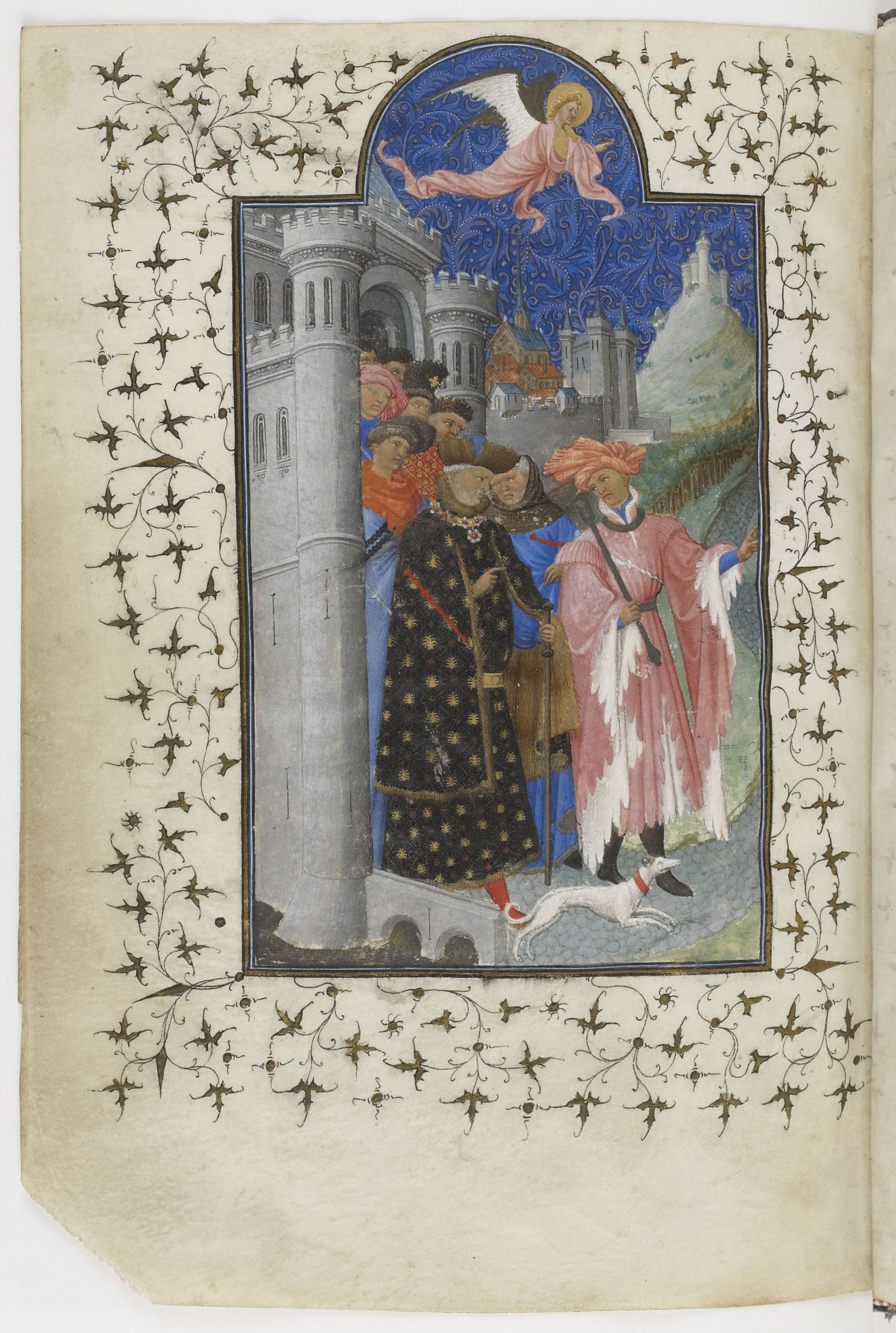
Uomo con pellanda e capperone.

La pellanda era il soprabito più comune nell'Europa latina del XIV secolo, raggiunse tuttavia il suo apice tra la fine del XIV secolo e il primo quarto del XV secolo. Originaria della Francia (Houppelande), era ampio e lungo fino al ginocchio, o anche fino ai piedi, con maniche larghe, a volte decorate con frappe, foderato di pellicce selvatiche o domestiche. Veniva confezionato con panno di lana, velluto o seta. La pellanda poteva avere maniche dentellate, merlate a fiamma oppure ornate di pelliccia, secondo i dettami del gotico internazionale i colori erano sgargianti per entrambi i sessi. Generalmente tra il 1380 e il 1410 la pellanda maschile poteva arrivare sia fino ai piedi, con lo strascico sia (quest'ultima indossata a cavallo) alle natiche, divenendo oggetto di critica.

La pellanda femminile e quella maschile erano del tutto simili, differivano solo per la cinta (sotto la pancia per gli uomini, sotto il seno per le donne), a partire dal primo quarto del XV secolo, la lunghezza della pellanda maschile poteva variare notevolmente, la gonna poteva arrivare anche sopra il ginocchio ed ai polpacci, così la pellanda con strascico fu relegata sempre più alle cerimonie ufficiali, e quella che arrivava alle natiche, certamente più comoda delle altre ma oggetto di critica, fu usata sempre di meno. La pellanda al ginocchio e al polpaccio rimase in voga sino alla metà del XV secolo, quando fu sostituita da soprabiti ornati di pelliccia, che si usavano sopra il farsetto.

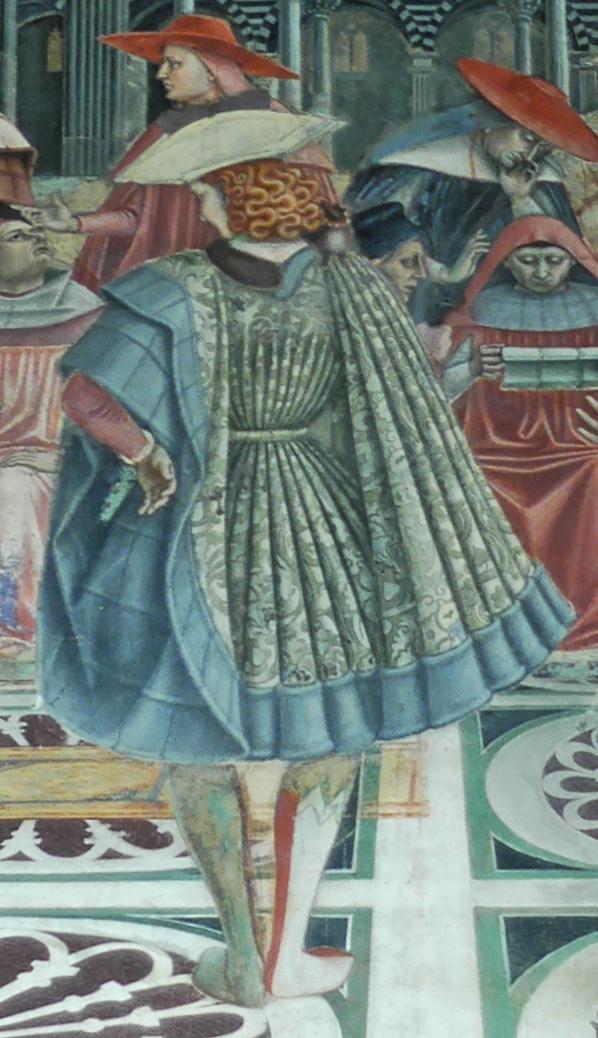
Esempio di Pellanda al polpaccio, verso il 1440
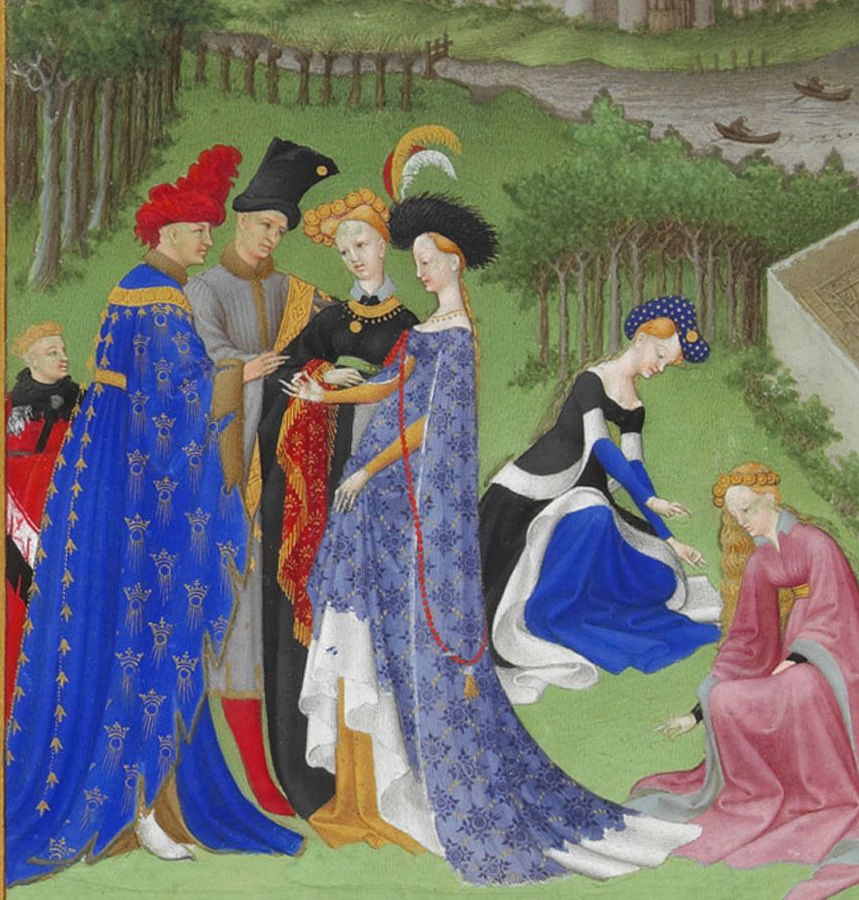
Les Tres Riches Heures du duc de Berry, 1415, esempio di Pellanda con strascico,